# 서뱀프: 앨리스 인 더 가든
《서뱀프: 앨리스 인 더 가든》(劇場版「SERVAMP-サーヴァンプ-」-Alice in the Garden-)은 일본에서 제작된 나카노 히데아키 감독의 2018년 판타지 영화이다. 테라시마 타쿠마 등이 주연으로 출연하였다. 2018년 4월 7일 일본에서 초연되었다.

## 출연

### 주연
- 테라시마 타쿠마
- 카지 유우키
- 시모노 히로
- 카키하라 테츠야
- 츠다 켄지로

## 개봉
이 영화는 일본에서 2018년 4월 7일 개봉되었다. 일본에서 이 영화는 2018년 10월 24일 블루레이와 DVD로 출시되었다.